# MSCI World
| MSCI World     | MSCI World   |
| Stammdaten     | Stammdaten   |
| -------------- | ------------ |
| Staat          | Global       |
| Börse          | Global       |
| ISIN           | XC0009692739 |
| WKN            | 969273       |
| Symbol         | MXWO         |
| RIC            | ^MXWO        |
| Bloomberg-Code | MXWO <INDEX> |
| Kategorie      | Aktienindex  |
| Typ            | Kursindex    |
| Familie        | MSCI         |

Der MSCI World ist ein globaler Aktienindex, der die Kursentwicklung von rund 1.300 Aktien aus 23 Industrieländern abbildet. In jedem dieser Länder deckt der Index mit den größten Aktiengesellschaften etwa 85 % der Marktkapitalisierung in Streubesitz ab. Die einzelnen Unternehmen werden gemäß ihrer jeweiligen Streubesitz-Marktkapitalisierung gewichtet. Der MSCI World wird von dem US-amerikanischen Finanzdienstleister MSCI herausgegeben und gilt als einer der wichtigsten Aktienindizes weltweit.

## Zusammensetzung
Folgende 23 Länder rechnet MSCI zu den Industrieländern:
- Amerika: Kanada, Vereinigte Staaten
- Europa: Belgien, Dänemark, Deutschland, Finnland, Frankreich, Großbritannien, Irland, Italien, Niederlande, Norwegen, Österreich, Portugal, Schweden, Schweiz, Spanien
- Naher Osten: Israel
- Asien/Pazifik: Australien, Hongkong, Japan, Neuseeland, Singapur

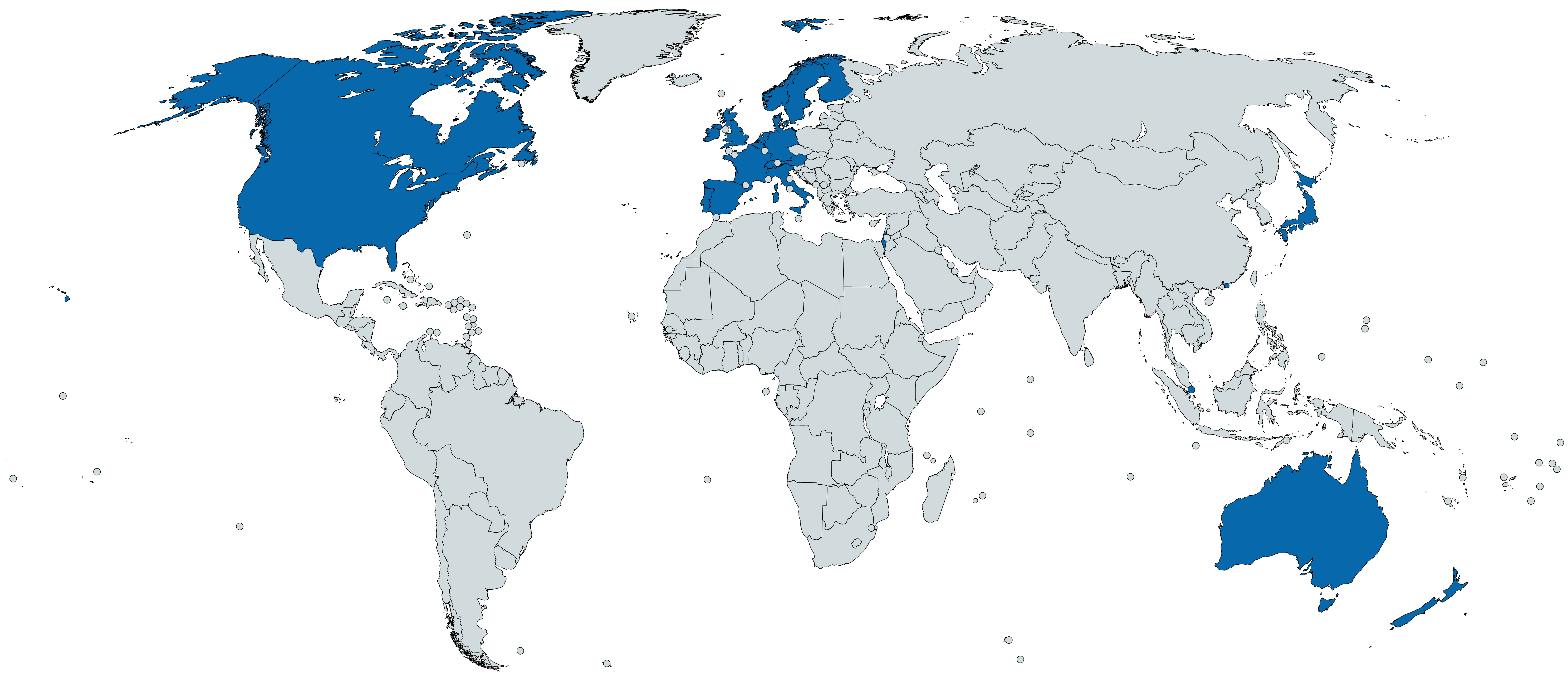
Weltkarte der im MSCI World enthaltenen Länder (dunkelblau ausgefüllt) mit Stand 28. September 2018

Der Index enthält rund 1.300 Aktien aus diesen Ländern (Stand: Juli 2025).
Wegen ihres hohen Anteils an der weltweiten Marktkapitalisierung sind die Vereinigten Staaten das mit Abstand wichtigste Land im Index mit einem Anteil von rund 72 %, obwohl sie 2022 nur etwa 15,6 Prozent zum weltweiten kaufkraftbereinigten Bruttoinlandsprodukt (BIP) beitrugen. Japan folgt mit 5 % der Anteile vor Großbritannien (4 %), Kanada (3 %) und Frankreich (3 %). Deutschland ist mit 58 Unternehmen und einem Gewicht von 2,5 % im Index vertreten.
Jede Aktiengesellschaft im Index wird gemäß dem von MSCI und Standard & Poor’s entwickelten Global Industry Classification Standard (GICS) nach ihrer Hauptgeschäftstätigkeit einem von 11 Sektoren zugeordnet:
| Sektor                         | Anteil am Index |
| ------------------------------ | --------------- |
| Informationstechnologie        | 27 %            |
| Finanzen                       | 17 %            |
| Industrieunternehmen           | 11 %            |
| Nicht-Basis-Konsumgüter        | 10 %            |
| Gesundheitswesen               | 9 %             |
| Kommunikationsdienstleistungen | 8 %             |
| Basis-Konsumgüter              | 6 %             |
| Energie                        | 4 %             |
| Roh- und Grundstoffe           | 3 %             |
| Versorgungsunternehmen         | 3 %             |
| Immobilien                     | 2 %             |

Für diese Sektoren werden jeweils auch eigene Sektoren-Indizes berechnet.
Das Gewicht der zehn größten Einzelwerte beträgt etwa 27 %. Zu ihnen zählen Microsoft, Apple, Nvidia, Amazon, Alphabet und Meta mit Gewichtungen zwischen 2,2 % und 5,7 %.

### Kontroversen
Die südkoreanische Regierung warb 2016 dafür, zum Industriestaat heraufgestuft und in den MSCI World Index aufgenommen zu werden. Während andere Index-Anbieter wie FTSE und S&P Südkorea als Industriestaat klassifizieren, stuft MSCI das Land weiterhin als Schwellenland ein. Gründe seien, dass ausländische Investoren in Südkorea gewissen Beschränkungen unterliegen und die nationale Währung Won nicht frei handelbar ist.

## Berechnung
Der Index wird von MSCI ein Mal pro Minute in drei Varianten berechnet: als Kursindex, als Performanceindex ohne Berücksichtigung von Quellensteuern und als Performanceindex mit Berücksichtigung von Quellensteuern. Veröffentlicht wird in der Regel der Kursindex. Die Aktien, deren Heimatbörsen geöffnet sind, fließen mit ihren laufend aktualisierten Werten ein, die übrigen Aktien werden mit ihrem jeweiligen Schlusskurs vom Vortag eingerechnet. Wegen seiner starken Abhängigkeit vom US-Markt ist der MSCI World damit zur amerikanischen Börsenhandelszeit (ab 15:30 Uhr MEZ) besonders aussagekräftig.

## Verwendung
Weltweit in Industrieländern anlegenden Aktienfonds dient der MSCI World häufig als Benchmark (Vergleichsindex). Zahlreiche Indexfonds versuchen, den MSCI World möglichst exakt nachzubilden.

## Abgrenzung von alternativen Indizes
Im MSCI World werden Aktien aus Schwellenländern (Emerging Markets) nicht berücksichtigt. Die 24 wichtigsten Schwellenländer deckt der MSCI Emerging Markets Index mit etwa 1.400 Einzelwerten ab. Er ist mit dem MSCI World zum MSCI All Country World Index (MSCI ACWI) zusammengefasst. In diesem aus etwa 2.900 Werten bestehenden Index sind die Industrieländer mit etwa 85 % gewichtet. Für 29 weitere Länder, sogenannte Grenzmärkte (englisch Frontier Markets), erstellt MSCI den Frontier Markets Index von 211 Aktien, in dem Vietnam, Rumänien und Marokko mit ca. 29, 12 bzw. 10 % das größte Gewicht haben (Stand: März 2024).
Auch Nebenwerte (Small Caps), die nicht zu den nach Streubesitz-Marktkapitalisierung 85 % der größten Aktiengesellschaften des jeweiligen Industrielandes gehören, werden nicht im MSCI World abgebildet. Sie finden sich stattdessen, sofern sie nicht zu dem 1 % der kleinsten Aktiengesellschaften des jeweiligen Industrielandes gehören, im MSCI World Small Cap Index.
Ein Index, der sowohl die 23 entwickelten Länder als auch die 24 Schwellenländer der Emerging Markets mit den jeweiligen Nebenwerten berücksichtigt, ist der MSCI All Country World Investable Market Index (MSCI ACWI IMI Index) mit etwa 8.200 Werten aus 47 Industrie- und Schwellenländern.
Daneben gibt es ähnlich konstruierte Indizes von anderen Indexanbietern wie etwa den FTSE Developed World Index von FTSE oder den Solactive GBS Developed Markets Large & Mid Cap Index von Solactive.

## Geschichte

### 20. Jahrhundert

MSCI World 1969 – 2024 (Kursindex)

Der MSCI World wird seit dem 31. März 1986 ermittelt, die älteren Werte wurden rückwirkend berechnet. Dabei wurde der 31. Dezember 1969 als Startzeitpunkt mit einem Referenzwert von 100 Punkten gewählt.
Bis zum 11. Januar 1973 stieg er auf 134,81 Punkte. Während der Ölkrise von 1973 und der weltweiten Rezession von 1974 sank der MSCI World um 45,7 Prozent auf sein Allzeittief von 73,15 Punkten, das er am 10. Dezember 1974 erreichte. Danach stieg er bis zum 27. August 1987 um 577,9 Prozent und beendete den Handel auf einem neuen, vorläufigen Höchststand von 495,87 Punkten.
Am Montag, dem 19. Oktober 1987, ereignete sich in den USA der Schwarze Montag. Der Dow Jones Industrial Average brach um 22,6 Prozent ein. Der Börsenkrach breitete sich schnell auf alle wichtigen internationalen Handelsplätze aus. Bis zum 26. Oktober 1987 war der MSCI World um 23,7 Prozent auf einen Stand von 378,35 Punkten gesunken.
In den folgenden Jahren markierte der Index zahlreiche Rekordstände. Am 10. Januar 1989 schloss er mit 501,92 Punkten erstmals über der 500-Punkte-Marke und am 10. Februar 1998 mit 1.000,83 Punkten zum ersten Mal über der Grenze von 1.000 Punkten. Bis zum 27. März 2000 stieg der MSCI World auf einen neuen, vorläufigen Höchststand von 1.448,76 Punkten. Damit hatte er seit dem 26. Oktober 1987 um 282,9 Prozent zugenommen.

### 21. Jahrhundert
Nach dem Platzen der Spekulationsblase im Technologiesektor (Dotcom-Blase) und infolge der Anschläge des 11. September 2001 fiel der Weltindex bis zum 12. März 2003 auf 710,79 Punkte. Das war ein Rückgang gegenüber dem vorläufigen Höchststand im März 2000 um 50,9 Prozent. Ab dem Frühjahr 2003 erholte sich der MSCI World wieder.
Am 24. Januar 2007 beendete er den Handel mit 1.505,98 Punkten erstmals über der Marke von 1.500 Punkten. Nach einem Anstieg von 136,7 Prozent gegenüber dem 12. März 2003 markierte der MSCI World am 31. Oktober 2007 mit einem Schlussstand von 1.682,35 Punkten wieder einen vorläufigen Höchststand.
Im Verlauf der internationalen Finanzkrise, die im Sommer 2007 in der US-Immobilienkrise ihren Ursprung hatte, begann der Index wieder zu sinken. Ab dem 3. Quartal 2008 wirkte sich die Krise zunehmend auf die Realwirtschaft aus. In Folge brachen die Aktienkurse weltweit ein. Am 9. Oktober 2008 schloss der MSCI mit 958,04 Punkten unter der Grenze von 1.000 Punkten. Seinen Tiefststand erreichte der Index am 9. März 2009, als er den Handel mit 688,64 Punkten beendete. Damit war er seit dem 31. Oktober 2007 um 59,1 Prozent zurückgegangen. Es war der größte Rückgang in der Geschichte des MSCI World.
Ab dem Frühjahr 2009 stieg der Index wieder, bis zum 29. April 2011 um 101,6 Prozent auf einen Schlussstand von 1.388,62 Punkten. Die Abschwächung der globalen Konjunktur und die Verschärfung der Eurokrise ab 2011 führten dann jedoch zu einem Kurseinbruch des MSCI World. Am 4. Oktober 2011 beendete der Index den Handel bei 1.074,50 Punkten. Der Verlust seit dem Höchststand am 29. April 2011 betrug 22,6 Prozent.
Die Ankündigung neuer Anleihekaufprogramme der Europäischen Zentralbank und der US-Notenbank in grundsätzlich unbegrenztem Umfang führte zu einer Erholung der Kurse am Aktienmarkt. Die monetären Impulse spielten eine größere Rolle bei der Kursbildung, als die weltweite Wirtschaftsabkühlung und die Lage der Unternehmen. Vom 4. Oktober 2011 bis zum 12. Februar 2020 stieg der MSCI World um 126,6 Prozent und schloss auf einem neuen, vorläufigen Hoch von 2.434,95 Punkten.
Danach führte die sich ausbreitende COVID-19-Pandemie innerhalb von nur 28 Handelstagen zu einem Rückgang des Index um 34,2 % auf 1.602,10 Punkte, die am 23. März 2020 erreicht wurden. Der MSCI World erholte sich jedoch schnell, so dass er bereits am 2. September 2020 nach einem Anstieg von 55,7 % auf einem neuen, vorläufigen Höchststand von 2.494,10 Punkten schloss. Am 16. Juli 2024 stieg er auf das neue Allzeithoch von 3.642,95 Punkten.

### Höchststand
|                                  | Punkte   | Datum                   |
| -------------------------------- | -------- | ----------------------- |
| Höchststand auf Schlusskursbasis | 3.642,95 | Dienstag, 16. Juli 2024 |

### Meilensteine
Die Tabelle zeigt, wann der MSCI World als Kursindex die angegebene 100-Punkte-Marke auf Schlusskursbasis erstmals überschritt.
| Erster Schlussstand über | Schlussstand in Punkten | Datum              |
| ------------------------ | ----------------------- | ------------------ |
| 100                      | 100,00                  | 31. Dezember 1969  |
| 200                      | 200,04                  | 20. März 1985      |
| 300                      | 302,37                  | 20. März 1986      |
| 400                      | 401,57                  | 28. Januar 1987    |
| 500                      | 501,92                  | 10. Januar 1989    |
| 600                      | 600,59                  | 18. August 1993    |
| 700                      | 701,20                  | 27. Juli 1995      |
| 800                      | 803,45                  | 18. Oktober 1996   |
| 900                      | 902,85                  | 20. Mai 1997       |
| 1.000                    | 1.000,83                | 10. Februar 1998   |
| 1.100                    | 1.101,48                | 3. Juli 1998       |
| 1.200                    | 1.204,22                | 5. April 1999      |
| 1.300                    | 1.303,93                | 11. November 1999  |
| 1.400                    | 1.401,23                | 23. Dezember 1999  |
| 1.500                    | 1.505,98                | 24. Januar 2007    |
| 1.600                    | 1.605,40                | 7. Mai 2007        |
| 1.700                    | 1.703,18                | 26. Mai 2014       |
| 1.800                    | 1.801,57                | 27. April 2015     |
| 1.900                    | 1.901,64                | 15. Mai 2017       |
| 2.000                    | 2.000,55                | 29. September 2017 |
| 2.100                    | 2.104,02                | 18. Dezember 2017  |
| 2.200                    | 2.213,35                | 3. Juli 2019       |
| 2.300                    | 2.302,67                | 27. November 2019  |
| 2.400                    | 2.406,17                | 16. Januar 2020    |
| 2.500                    | 2.502,06                | 9. November 2020   |
| 2.600                    | 2.601,45                | 27. November 2020  |
| 2.700                    | 2.734,19                | 7. Januar 2021     |
| 2.800                    | 2.800,68                | 10. Februar 2021   |
| 2.900                    | 2.910,10                | 9. April 2021      |
| 3.000                    | 3.000,97                | 7. Juni 2021       |
| 3.100                    | 3.102,23                | 5. August 2021     |
| 3.200                    | 3.212,35                | 3. November 2021   |
| 3.300                    | 3.329,86                | 22. Februar 2024   |
| 3.400                    | 3.414,89                | 20. März 2024      |
| 3.500                    | 3.516,30                | 12. Juni 2024      |
| 3.600                    | 3.606,15                | 11. Juli 2024      |

### Jährliche Entwicklung
Dargestellt ist die jährliche Entwicklung des MSCI World als Kursindex seit 1969.
| Jahr | Schlussstand in Punkten | Veränderung in Punkten | Veränderung in % |
| ---- | ----------------------- | ---------------------- | ---------------- |
| 1969 | 100,00                  |                        |                  |
| 1970 | 94,29                   | −5,71                  | −5,71            |
| 1971 | 108,99                  | 14,70                  | 15,59            |
| 1972 | 130,74                  | 21,75                  | 19,96            |
| 1973 | 108,41                  | −22,33                 | −17,08           |
| 1974 | 78,24                   | −30,17                 | −27,83           |
| 1975 | 100,86                  | 22,62                  | 28,91            |
| 1976 | 111,26                  | 10,40                  | 10,31            |
| 1977 | 108,52                  | −2,74                  | −2,46            |
| 1978 | 122,28                  | 13,76                  | 12,68            |
| 1979 | 131,10                  | 8,82                   | 7,21             |
| 1980 | 159,23                  | 28,13                  | 21,46            |
| 1981 | 146,62                  | −12,61                 | −7,92            |
| 1982 | 155,16                  | 8,54                   | 5,82             |
| 1983 | 183,95                  | 28,79                  | 18,56            |
| 1984 | 187,21                  | 3,26                   | 1,77             |
| 1985 | 256,51                  | 69,30                  | 37,02            |
| 1986 | 356,83                  | 100,32                 | 39,11            |
| 1987 | 407,99                  | 51,16                  | 14,34            |
| 1988 | 494,43                  | 86,44                  | 21,19            |
| 1989 | 567,34                  | 72,91                  | 14,75            |
| 1990 | 461,53                  | −105,81                | −18,65           |
| 1991 | 535,36                  | 73,83                  | 16,00            |
| 1992 | 497,13                  | −38,23                 | −7,14            |
| 1993 | 598,50                  | 101,37                 | 20,39            |
| 1994 | 618,59                  | 20,09                  | 3,36             |
| 1995 | 734,28                  | 115,69                 | 18,70            |
| 1996 | 820,36                  | 86,08                  | 11,72            |
| 1997 | 936,59                  | 116,23                 | 14,17            |
| 1998 | 1.149,95                | 213,36                 | 22,78            |
| 1999 | 1.420,89                | 270,94                 | 23,56            |
| 2000 | 1.221,25                | −199,64                | −14,05           |
| 2001 | 1.003,52                | −217,73                | −17,83           |
| 2002 | 792,22                  | −211,30                | −21,06           |
| 2003 | 1.036,32                | 244,10                 | 30,81            |
| 2004 | 1.169,34                | 133,02                 | 12,84            |
| 2005 | 1.257,78                | 88,44                  | 7,56             |
| 2006 | 1.483,58                | 225,80                 | 17,95            |
| 2007 | 1.588,80                | 105,22                 | 7,09             |
| 2008 | 920,23                  | −668,57                | −42,08           |
| 2009 | 1.168,47                | 248,24                 | 26,98            |
| 2010 | 1.280,07                | 111,60                 | 9,55             |
| 2011 | 1.182,60                | −97,47                 | −7,61            |
| 2012 | 1.338,50                | 155,90                 | 13,18            |
| 2013 | 1.661,07                | 322,57                 | 24,10            |
| 2014 | 1.709,67                | 48,60                  | 2,93             |
| 2015 | 1.662,79                | −46,89                 | −2,74            |
| 2016 | 1.751,22                | 88,43                  | 5,32             |
| 2017 | 2.103,45                | 352,23                 | 20,11            |
| 2018 | 1.883,90                | −219,55                | −10,44           |
| 2019 | 2.358,47                | 474,57                 | 25,19            |
| 2020 | 2.690,04                | 331,57                 | 14,06            |
| 2021 | 3.231,73                | 541,69                 | 20,14            |
| 2022 | 2.602,69                | −629,04                | −19,46           |
| 2023 | 3.169,18                | 566,49                 | 21,77            |
| 2024 | 3.707,84                | 538,66                 | 17,00            |